# Tsjoesovoj
Tsjoesovoj (Russisch: Чусовой) is een stad in de kraj Perm, Rusland. De stad had 51615 inwoners bij de volkstelling van 2002. De stad is gesticht in 1878.

## Geboren
- Michail Devjatjarov (1959), langlaufer
- Albert Demtsjenko (1971), rodelaar
- Sergej Tsjoedinov (1983), skeletonracer
- Sergej Volkov (1987), freestyleskiër
- Anastasia Smirnova (2002), freestyleskiester

Bestuurlijk centrum: Perm

Aleksandrovsk · Berezniki · Dobrjanka · Goebacha · Gornozavodsk · Gremjatsjinsk · Kizel · Koedymkar · Koengoer · Krasnokamsk · Krasnovisjersk · Lysva · Nytva · Ochansk · Oesolje · Osa · Otsjor · Solikamsk · Tsjajkovski · Tsjerdyn · Tsjernoesjka · Tsjoesovoj · Tsjormoz · Veresjtsjagino